# Abhayagiri
Abhayagiri - klasztor  buddyjski w Anuradhapura, historycznej stolicy syngaleskiego buddyjskiego państwa ufundowany w I wieku p.n.e. przez króla Vattagamani Abhaya. Podczas panowania króla Gajabahu I (II wiek n.e.) zbudowano najwyższą ze stup - 84-metrową . 